# Герман III (патриарх Константинопольский)
Герман III (греч. Γερμανός Γ; ? — не позднее ноября 1278, Константинополь) — патриарх Константинопольский (1265—1266), сторонник заключения унии римско-католической церкви с православной церковью во время царствование Михаила VIII Палеолога.
дипломат.

## Биография
По словам историка Георгия Пахимера предками Германа были лазы, которые принадлежали к роду Гаврасов, хотя противники часто называли его оскорбительным персидским именем Лаз Маркуца. До 1235 года он был монахом на Чёрной Горе, близ Антиохии, откуда ушёл в Иерусалим, а затем в Никею. Учился в Палестине под руководством патриарха Афанасия II Иерусалимского, который во многом повлиял на его взгляды и сделал его сторонником идеи церковной унии.
В Никее его наставником был патриарх Герман II Константинопольский. В начале 1259 г. Герман стал митрополитом Адрианополя и занимал этот пост до 1265 года.
Во второй половине правления никейского императора Феодора II Дуки Ласкаря (1254—1258), Герман перешёл в оппозицию к политике Ласкарей. В начале 1259 года он поддержал узурпацию императорского трона Михаилом VIII Палеологом. После отречения патриарха Арсения Авториана в 1265 году Герман по воле императора Собором был избран на Патриарший престол. Но, не имея широкой поддержки среди высшего духовенства, он не осмелился освободить Михаила VIII от отлучения от Церкви, наложенного патриархом Арсением. Поэтому через год после избрания Германа III император через своего духовника Иосифа, будущего патриарха, побудил его к добровольной отставке. Герман удалился в монастырь Манганы в Константинополе.
Уход не повлиял на отношения Германа III и императора. Он стал духовным отцом и советником Михаила VIII Палеолога и выполнил ряд его поручений. В 1272 году вместе с великим дукой Михаилом Ласкарисом возглавлял византийское посольство в Венгерское королевство, которое доставило в Константинополь принцессу Анну Венгерскую, невесту сына и преемника императора Андроника II Палеолога. В марте 1274 года был отправлен Михаилом VIII вместе с великим логофетом Георгием Акрополитом и митрополит Феофаном Никейским в Рим для переговоров о подготовке Второго Лионского собора для заключения унии римско-католической церкви с православной церковью. На встрече с папой Григорием X они обещали ему от имени императора помощь в освобождении Святой земли. 6 июля 1274 года Герман III подписал католический Символ веры. Осенью того же года вернулся в Константинополь.
Герман III был известен своей учёностью, покровительствовал наукам, стремился поднять уровень образования в Византии, открывая новые школы; отдавал предпочтение образованным людям перед аскетами. Так, он добился у императора снятия опалы с ритора Мануила Оловола, привлек его к преподаванию, возвысив до звания ῥήτωρ τῶν ῥητόρων (ритор риторов). Отличался бескорыстием, простотой нрава и открытостью обхождения.